# Lanteuil
Lanteuil est une commune française située dans le département de la Corrèze, en région Nouvelle-Aquitaine.

## Géographie
Au sud du département de la Corrèze, la commune de Lanteuil s'étend sur 22,68 km2. Bordée au sud-ouest et à l'ouest par la Loyre et traversée par la Roanne, tous deux affluents de la Corrèze, elle fait partie de l'aire d'attraction de Brive-la-Gaillarde.
L'altitude minimale, 154 mètres, se trouve à l'extrême nord-ouest, là où la Loyre quitte la commune et sert de limite entre celles de Cosnac et La Chapelle-aux-Brocs. L'altitude maximale avec 447 ou 452 mètres, est localisée tout au sud, près du lieu-dit le Saulou.
À l'intersection des routes départementales (RD) 14, 150 et 921, le bourg de Lanteuil se situe, en distances orthodromiques, dix kilomètres à l'est-sud-est de Brive-la-Gaillarde.
Le territoire communal est également desservi par la RD 150E1.

### Communes limitrophes
Lanteuil est limitrophe de huit autres communes.
Les communes limitrophes sont  Albignac, Beynat, Cosnac, Dampniat, La Chapelle-aux-Brocs, Lagleygeolle, Noailhac et Turenne.
| La Chapelle-aux-Brocs | Dampniat | Albignac     |
| Cosnac                | Lanteuil | Beynat       |
| Turenne               | Noailhac | Lagleygeolle |

### Climat
Pour des articles plus généraux, voir Climat de la Nouvelle-Aquitaine et Climat de la Corrèze.
Historiquement, la commune est dans une zone de transition entre les climats océaniques aquitain et montagnard.
En 2020, Météo-France publie une typologie des climats de la France métropolitaine dans laquelle la commune est dans une zone de transition entre le climat océanique altéré et le climat de montagne et est dans la région climatique  Ouest et nord-ouest du Massif Central, caractérisée par une pluviométrie annuelle de 900 à 1 500 mm, maximale en automne et en hiver.
Pour la période 1971-2000, la température annuelle moyenne est de 12,4 °C, avec  une amplitude thermique annuelle de 15,6 °C. Le cumul annuel moyen de précipitations est de 1 136 mm, avec 12,4 jours de précipitations en janvier et 7,3 jours en juillet. Pour la période 1991-2020, la température moyenne annuelle observée sur la station météorologique la plus proche, située sur la commune de Brive-la-Gaillarde à 10 km à vol d'oiseau, est de 12,9 °C et le cumul annuel moyen de précipitations est de 903,9 mm,. Pour l'avenir, les paramètres climatiques de la commune estimés pour 2050 selon différents scénarios d’émission de gaz à effet de serre sont consultables sur un site dédié publié par Météo-France en novembre 2022.

## Urbanisme

### Typologie
Au 1er janvier 2024, Lanteuil est catégorisée commune rurale à habitat très dispersé, selon la nouvelle grille communale de densité à 7 niveaux définie par l'Insee en 2022.
Elle est située hors unité urbaine. Par ailleurs la commune fait partie de l'aire d'attraction de Brive-la-Gaillarde, dont elle est une commune de la couronne,. Cette aire, qui regroupe 80 communes, est catégorisée dans les aires de 50 000 à moins de 200 000 habitants,.

### Occupation des sols
L'occupation des sols de la commune, telle qu'elle ressort de la base de données européenne d’occupation biophysique des sols Corine Land Cover (CLC), est marquée par l'importance des territoires agricoles (53 % en 2018), en augmentation par rapport à 1990 (51,1 %). La répartition détaillée en 2018 est la suivante : 
forêts (47 %), prairies (34,3 %), zones agricoles hétérogènes (18,7 %).
L'évolution de l’occupation des sols de la commune et de ses infrastructures peut être observée sur les différentes représentations cartographiques du territoire : la carte de Cassini (XVIIIe siècle), la carte d'état-major (1820-1866) et les cartes ou photos aériennes de l'IGN pour la période actuelle (1950 à aujourd'hui).

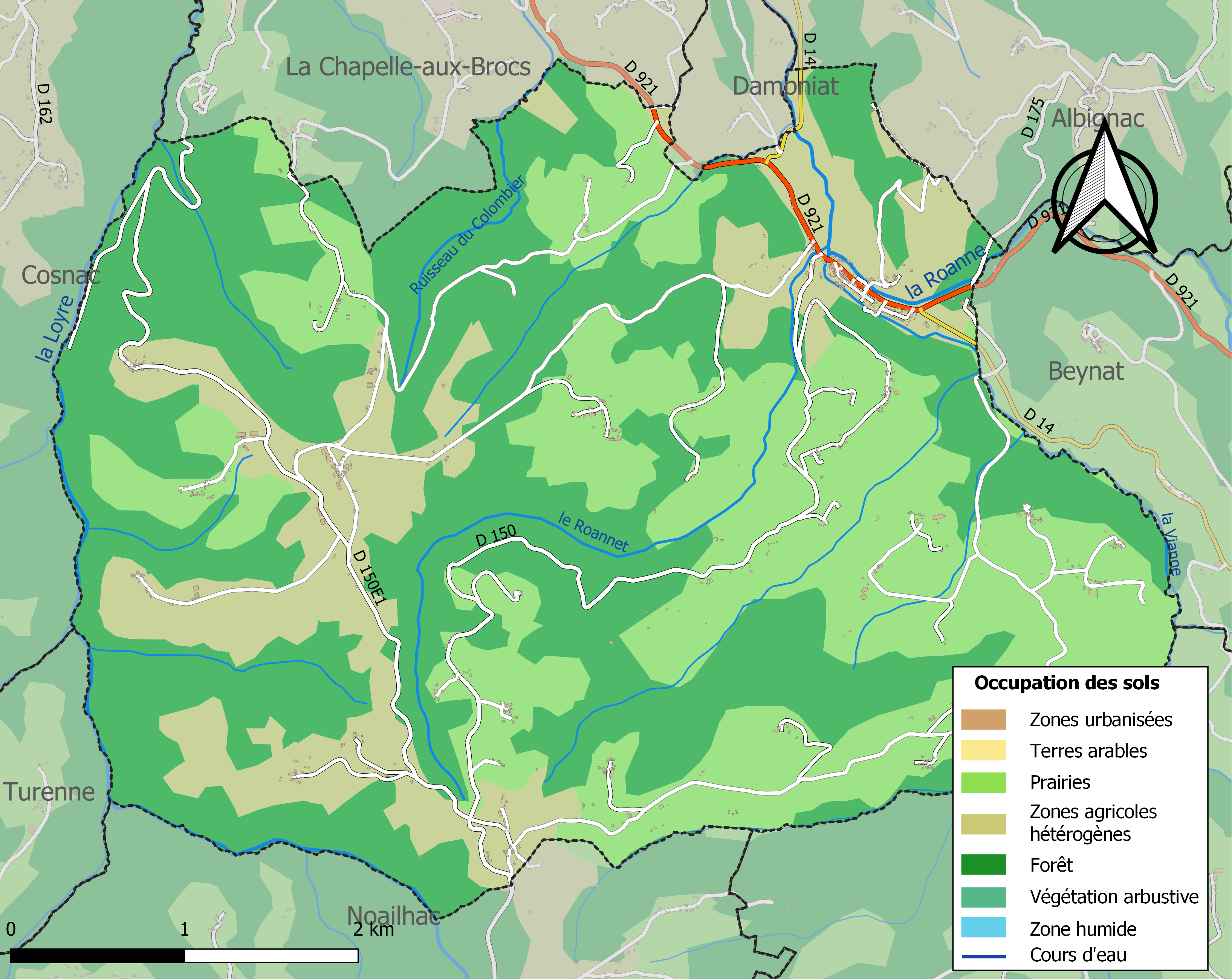
Carte des infrastructures et de l'occupation des sols de la commune en 2018 (CLC).

### Transport routier
- Réseau Réseau interurbain de la Corrèze

### Risques majeurs
Le territoire de la commune de Lanteuil est vulnérable à différents aléas naturels : météorologiques (tempête, orage, neige, grand froid, canicule ou sécheresse), inondations, feux de forêts, mouvements de terrains et séisme (sismicité très faible). Il est également exposé à un risque particulier : le risque de radon. Un site publié par le BRGM permet d'évaluer simplement et rapidement les risques d'un bien localisé soit par son adresse soit par le numéro de sa parcelle.

#### Risques naturels
Certaines parties du territoire communal sont susceptibles d’être affectées par le risque d’inondation par débordement de cours d'eau, notamment la Roanne et la Loyre,.

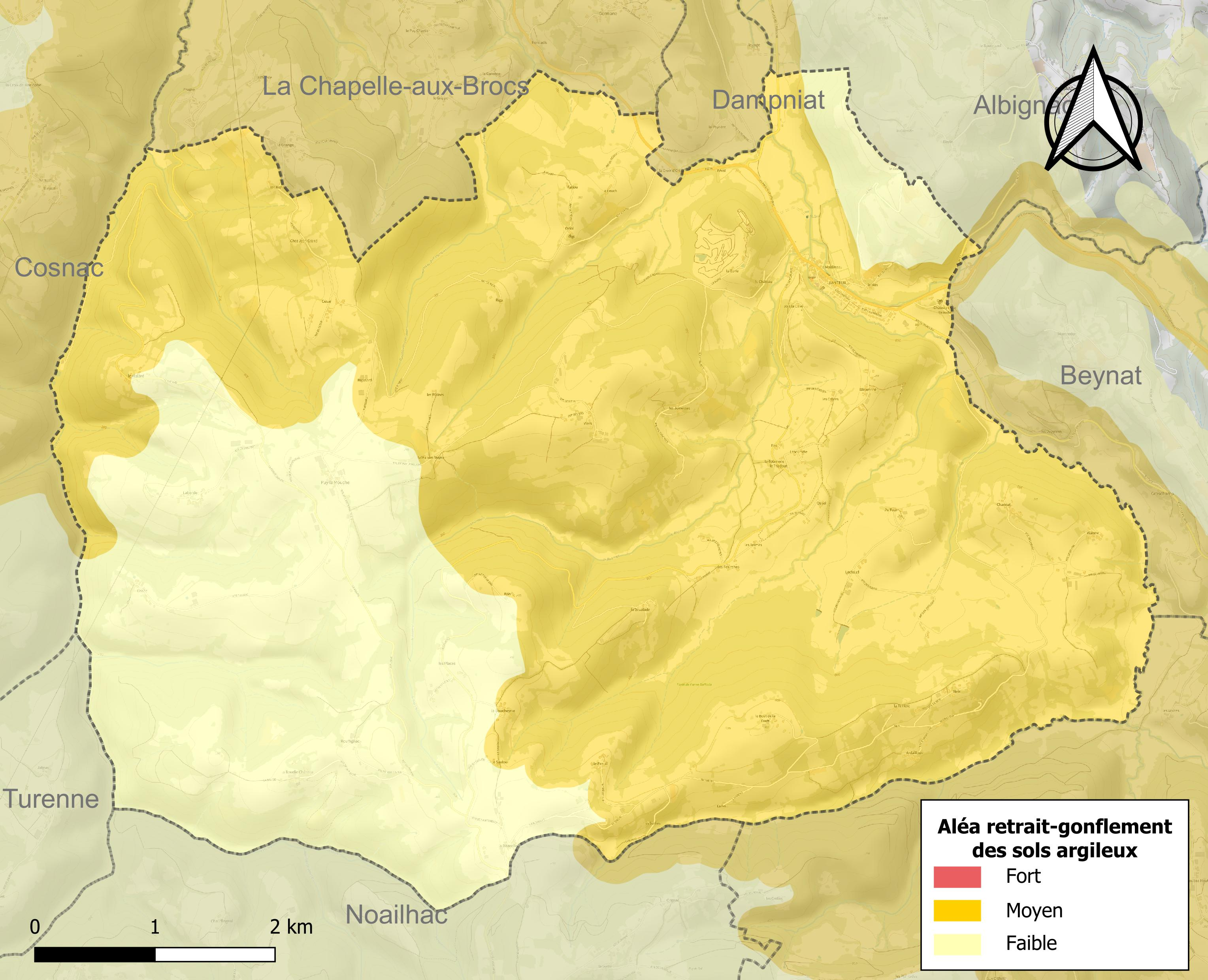
Carte des zones d'aléa retrait-gonflement des sols argileux de Lanteuil.

La commune est vulnérable au risque de mouvements de terrains constitué principalement du retrait-gonflement des sols argileux. Cet aléa est susceptible d'engendrer des dommages importants aux bâtiments en cas d’alternance de périodes de sécheresse et de pluie. 71,2 % de la superficie communale est en aléa moyen ou fort (26,8 % au niveau départemental et 48,5 % au niveau national). Sur les 277 bâtiments dénombrés sur la commune en 2019, 213 sont en aléa moyen ou fort, soit 77 %, à comparer aux 36 % au niveau départemental et 54 % au niveau national. Une cartographie de l'exposition du territoire national au retrait gonflement des sols argileux est disponible sur le site du BRGM,.
Concernant les feux de forêt, aucun plan de prévention des risques incendie de forêt (PPRIF) n’a été établi en Corrèze, néanmoins le code de l’urbanisme impose la prise en compte des risques dans les documents d’urbanisme. Le périmètre des servitudes d'utilité publique et des zones d'obligation légale de débroussaillement pour les particuliers est quant à lui défini pour la commune dans une carte dédiée.

#### Risque particulier
Dans plusieurs parties du territoire national, le radon, accumulé dans certains logements ou autres locaux, peut constituer une source significative d’exposition de la population aux rayonnements ionisants. Certaines communes du département sont concernées par le risque radon à un niveau plus ou moins élevé. Selon la classification de 2018, la commune de Lanteuil est classée en zone 3, à savoir zone à potentiel radon significatif.

## Histoire
Lanteuil appartenait à la châtellenie de Turenne. Les plus anciens seigneurs de Lanteuil connus sont les Faucault (Folcoald-Faucald) qu’on trouve dans les cartulaires de la région dès le XIe siècle. Cette famille est citée comme seigneur de Lanteuil en 1338 et en 1471. Ce sont ses armes qui figurent sur la porte de la cour carrée de la fin du Moyen Âge et sur une des lucarnes Renaissance.
Les bâtiments, élevés en gré rouge et gris, forment un quadrilatère avec cour intérieure centrale.
Le bâtiment du XVe siècle au sud-ouest, longé par la rivière la Vianne, a une intéressante façade sud-ouest, avec ses baies à arcs en accolades géminés et un pignon sud-est amorti d’une souche de cheminée à boules sur piédouches. La tour carré d’escalier a des baies aux moulurations XVe siècle. Sa porte sur cour a un linteau orné d’un écu au lion dressé, armes des Faucal. Le bâtiment situé à droite renferme le porche d’entrée à l’arc brisé au très bel appareil. Sa façade nord-ouest sur cour a, au premier étage, une galerie sur voûte en arc surbaissé.
À droite du porche d’entrée, s’élève au nord-est de l’ensemble, le bâtiment du XVIe siècle Sa façade nord-est a, en particulier, d’intéressantes lucarnes Renaissance au fronton en coquille. Sa façade est amortie d’une remarquable lucarne Renaissance à colonnettes cannelées et à fronton en coquille avec les armes des Faucal.
Lors de la Seconde Guerre mondiale, dans la forêt de Lanteuil, le groupe Francs-tireurs et partisans Grandel s'y est caché. Ce détachement était sous le commandement de « Justin » (Édouard Valéry).

## Politique et administration

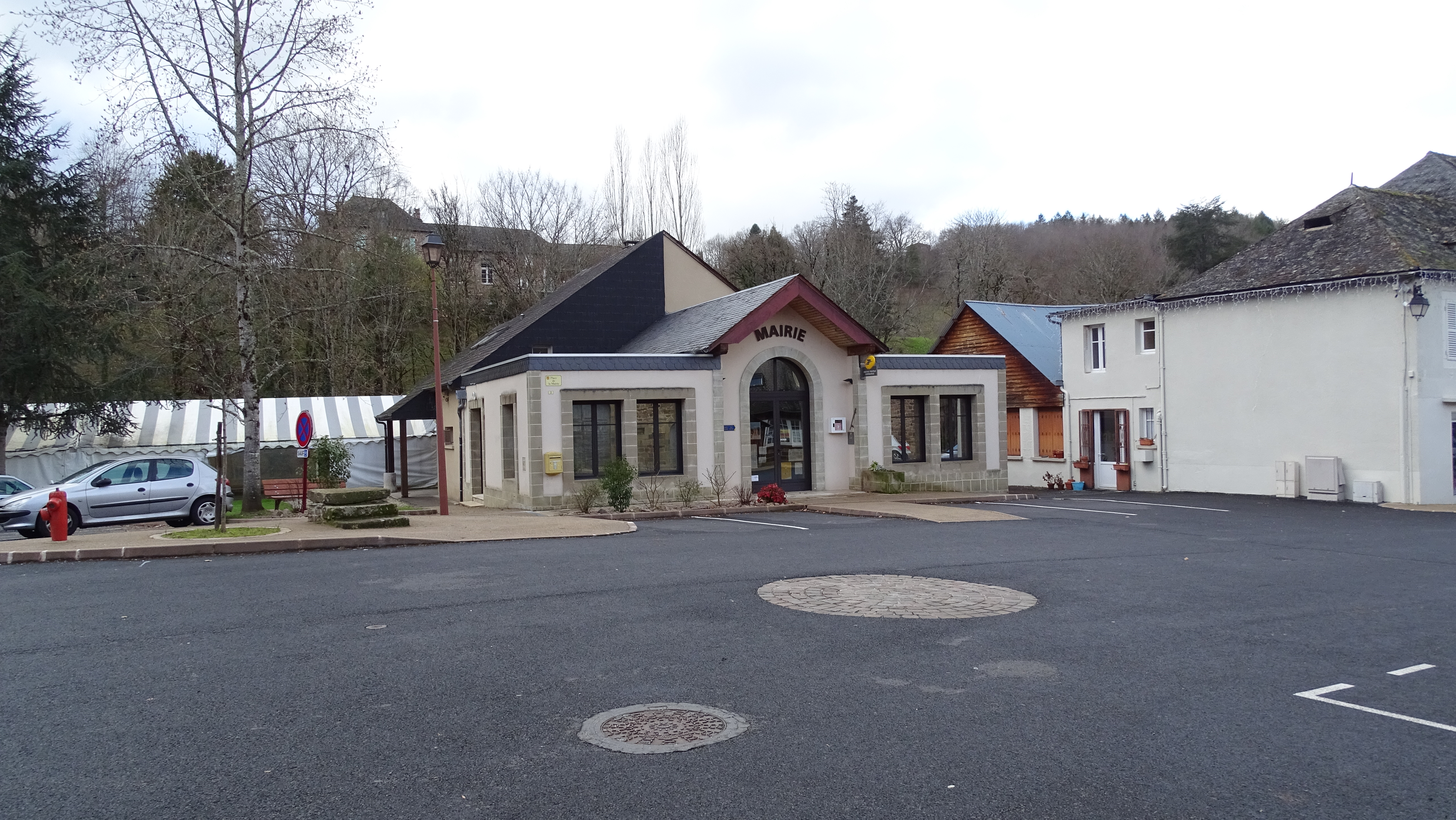
La mairie.

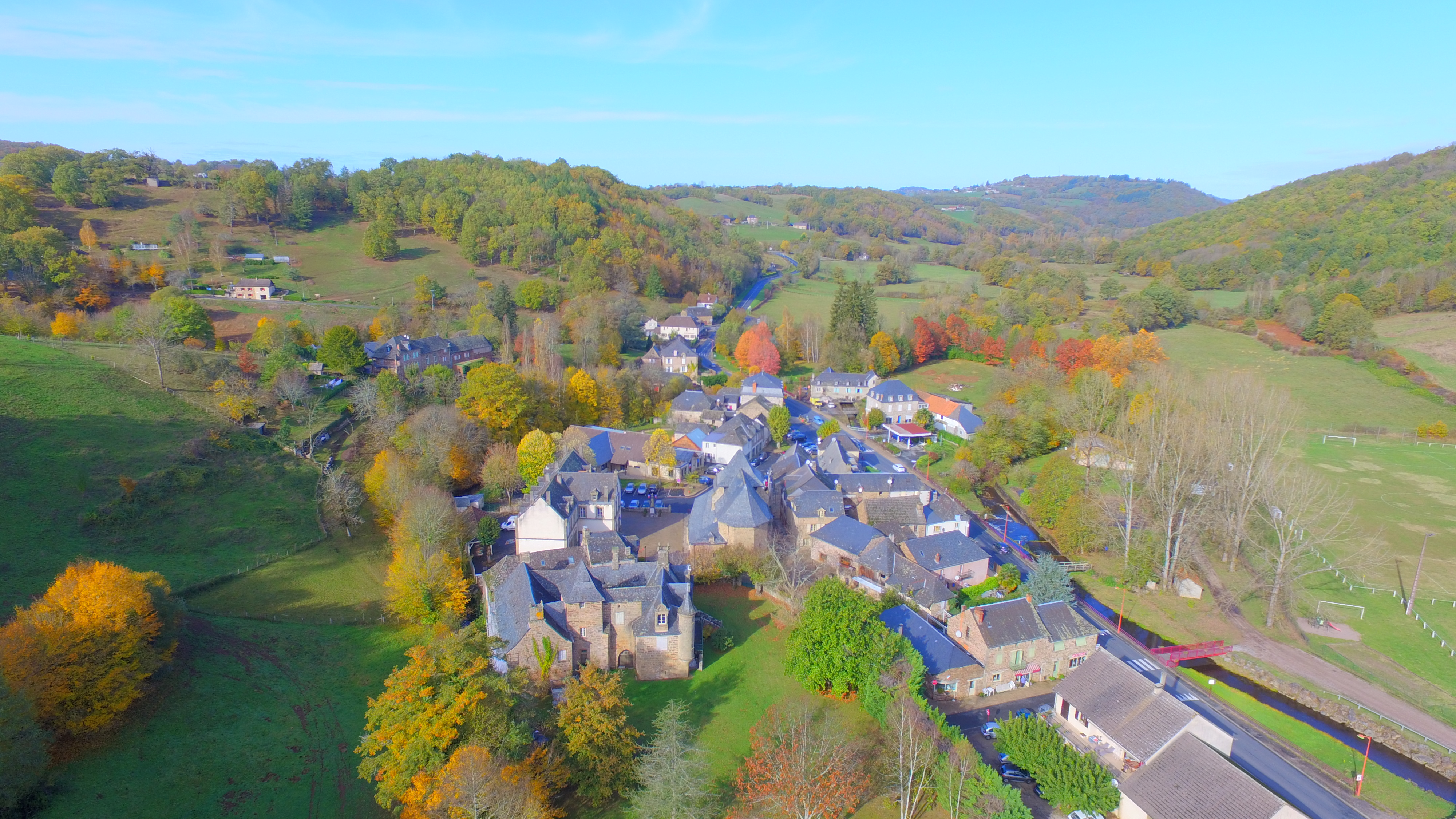
vue aerienne.

| Période                                  | Période  | Identité              | Étiquette | Qualité                                                |
| ---------------------------------------- | -------- | --------------------- | --------- | ------------------------------------------------------ |
| Les données manquantes sont à compléter. |          |                       |           |                                                        |
|                                          |          |                       |           |                                                        |
| vers 1839                                |          | Auguste de Lapraderie |           | Conseiller général Propriétaire Juge de paix du canton |
|                                          |          |                       |           |                                                        |
| mars 2008 (réélu en mars 2014)           | En cours | Christian Derachinois |           | Cadre supérieur                                        |

## Démographie
Les habitants de Lanteuil sont appelés les Lanteuillois, Lanteuilloises.
L'évolution du nombre d'habitants est connue à travers les recensements de la population effectués dans la commune depuis 1793. Pour les communes de moins de 10 000 habitants, une enquête de recensement portant sur toute la population est réalisée tous les cinq ans, les populations de référence des années intermédiaires étant quant à elles estimées par interpolation ou extrapolation. Pour la commune, le premier recensement exhaustif entrant dans le cadre du nouveau dispositif a été réalisé en 2007.

En 2022, la commune comptait 504 habitants, en évolution de −3,45 % par rapport à 2016 (Corrèze : −0,59 %, France hors Mayotte : +2,11 %).
| 1793  | 1800 | 1806 | 1821  | 1831  | 1836  | 1841  | 1846  | 1851  |
| ----- | ---- | ---- | ----- | ----- | ----- | ----- | ----- | ----- |
| 1 028 | 956  | 998  | 1 030 | 1 211 | 1 217 | 1 287 | 1 298 | 1 324 |

| 1856  | 1861  | 1866  | 1872  | 1876  | 1881  | 1886  | 1891  | 1896  |
| ----- | ----- | ----- | ----- | ----- | ----- | ----- | ----- | ----- |
| 1 273 | 1 292 | 1 181 | 1 124 | 1 120 | 1 052 | 1 104 | 1 117 | 1 040 |

| 1901  | 1906  | 1911 | 1921 | 1926 | 1931 | 1936 | 1946 | 1954 |
| ----- | ----- | ---- | ---- | ---- | ---- | ---- | ---- | ---- |
| 1 007 | 1 002 | 956  | 769  | 734  | 652  | 572  | 580  | 527  |

| 1962 | 1968 | 1975 | 1982 | 1990 | 1999 | 2006 | 2007 | 2012 |
| ---- | ---- | ---- | ---- | ---- | ---- | ---- | ---- | ---- |
| 523  | 469  | 427  | 406  | 431  | 479  | 497  | 500  | 538  |

| 2017 | 2022 | - | - | - | - | - | - | - |
| ---- | ---- | - | - | - | - | - | - | - |
| 507  | 504  | - | - | - | - | - | - | - |

## Culture locale et patrimoine

### Lieux et monuments
- Église Saint-Côme-et-Saint-Damien de Lanteuil du XVe siècle.
- Château de la Boudie.
- Château de Lanteuil des XVe et XVIe siècles, inscrit au titre des monuments historiques depuis 1987[27].
- Château de la Miraudie.
- Château de Saint-Alban (ou d'Oriol).

### Personnalités liées à la commune
- André Neher (1914-1988) y séjourna durant les années d'Occupation.
- René Simonet (1924-2013), déporté-résistant, matricule 31 997, au camp de concentration de Neuengamme.

### Héraldique
| Blason de Lanteuil | Blason  | De gueules à quatre fasces d'or, au franc-quartier d'or au lion de gueules. |
| Blason de Lanteuil | Détails | Le statut officiel du blason reste à déterminer.                            |

### Cartes
1. ↑  IGN, « Évolution comparée de l'occupation des sols de la commune sur cartes anciennes », sur remonterletemps.ign.fr (consulté le 2 juillet 2022).
2. ↑  « Cartographie interactive de l'exposition des sols au retrait-gonflement des argiles », sur infoterre.brgm.fr (consulté le 29 septembre 2024)